# KFC Moerkerke

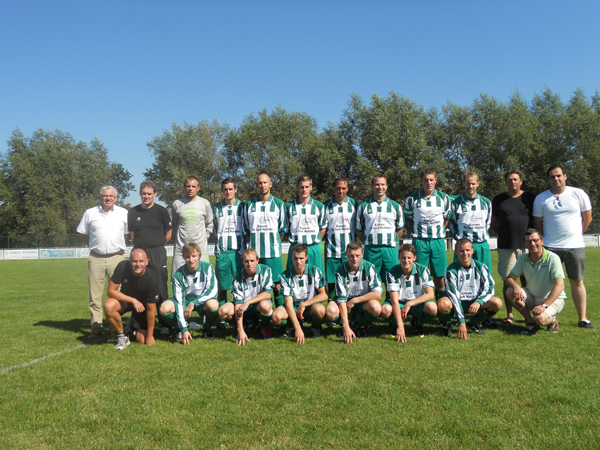
Ploegfoto eerste ploeg seizoen 2012/13

KFC Moerkerke was een Belgische voetbalclub uit Moerkerke. De club was aangesloten bij de KBVB met stamnummer 4861 en had groen en wit als kleuren. Haar thuiswedstrijden werden gespeeld in Sportpark Meuleweg.

## Geschiedenis
KFC Moerkerke sloot zich in de tweede helft van de jaren 40 aan bij de Belgische Voetbalbond en ging er van start in de laagste provinciale reeksen.
Moerkerke speelde er met wisselende successen en klom er de volgende seizoen op tot in Eerste Provinciale. Later zakte de club weer naar Vierde Provinciale, het laagste niveau.
In 2020 fusioneerde KFC Moerkerke met SVV Damme tot KFC Damme, met behoud van het stamnummer van KFC Moerkerke. 

## Damesploeg
Sinds 2010/11 beschikt Moerkerke ook over een damesploeg. Trainer Sam Adam wist in het debuutjaar van de dames meteen promotie af te dwingen. In het daaropvolgende seizoen werden de dames 10de met 24 punten uit evenveel wedstrijden. In 2013/2014 was de damesploeg een middenmoter in de 1ste provinciale West-Vlaanderen.

## Bekende ex-trainers
- Eric Daels
- Luc Vanwalleghem
- Jan Simoen